# سندی مک‌آیور
سندی مک‌آیور (انگلیسی: Sandy MacIver؛ زادهٔ ۱۸ ژوئن ۱۹۹۸) بازیکن فوتبال اهل انگلستان است که در پست دروازه‌بان برای باشگاه منچستر سیتی در سوپر لیگ زنان انگلستان بازی می‌کند.
وی همچنین در تیم‌های ملی فوتبال زیر ۱۷ سال زنان انگلستان, زیر ۱۹ سال زنان انگلستان, زیر ۲۰ سال زنان انگلستان, زیر ۲۱ سال زنان انگلستان، زنان انگلستان، و زنان اسکاتلند بازی کرده است.